# Ruth Mompati
Ruth Mompati (14 de septiembre de 1925 - 12 de mayo de 2015, Ciudad del Cabo) también conocida como Mama Ruta, fue una mecanógrafa, política y embajadora sudafricana. 
Considerada heroína y luchadora activista antiapartheid en su país.
Hija de Seli Babe Seichoko y Gaonyatse Seichoko.
Mompati nació en la aldea de Tlapeng, en Provincia del Noroeste. Trabajó como mecanógrafa. Fue miembro del Comité Ejecutivo Nacional de la Liga Femenina del ANC y una de las organizadoras de la histórica marcha de mujeres del 9 de agosto de 1956. Exiliada desde 1962 al 1991, tras la prohibición del Congreso Nacional Africano y fue parte de la delegación que abrió las conversaciones con el gobierno sudafricano en Groote Schuur en 1990. 
Se desempeñó como embajadora en Suiza desde 1996 al 2000, y después ocupó el cargo de alcaldesa de Vryburg en North West.
Contrajo matrimonio en 1952, y fue madre de dos hijos. 
Falleció el 12 de mayo de 2015 a los 89 años, en Ciudad del Cabo.

## Honores
Mompati fue galardonada con la Orden de Isitwalandwe, el más alto honor otorgado por la ANC.
En vida un distrito de su provincia natal, North West, fue rebautizado con su nombre: Ruth Segomotsi Mompati.